# Берёзовка (Александровский район)
Берёзовка — упразднённая деревня в Александровском районе Владимирской области России.

## География
Урочище находится в северо-западной части области, в зоне хвойно-широколиственных лесов, вблизи истока реки Серой, на расстоянии примерно 7 километров (по прямой) к западу от города Александрова, административного центра района.

### Климат
Климат характеризуется как умеренно континентальный, с умеренно тёплым летом, холодной зимой, короткой весной и облачной, часто дождливой осенью. Среднегодовая температура воздуха — +3,4 °C. Годовое количество атмосферных осадков — 549 миллиметров, из которых большая часть выпадает в тёплый период.

## История
В «Списке населенных мест Владимирской губернии по сведениям 1859 года» населённый пункт упомянут как владельческая деревня Александровского уезда, расположенная при речке Берёзовке, в 10 верстах от уездного города. В деревне насчитывалось 9 дворов и проживало 65 человек (30 мужчин и 35 женщин).
По состоянию на 1905 год, в Берёзовке имелось 13 дворов и проживал 61 человек. В административном отношении деревня входила в состав Александровской волости.
По данным 1926 года в деревне имелось 12 хозяйств и проживало 48 человек (24 мужчины и 24 женщины). Являлась частью Романовского сельсовета.
На момент исключения из учётных данных входила в состав Следневского сельсовета Александровского района. Упразднена решением облисполкома № 441 от 21 апреля 1977 года как фактически не существующая.